# قصر عون
قصر عون هي إحدى قرى ولاية تطاوين بالجنوب التونسي وتتبع إداريا معتمدية الصمار. وتبعد 45 كلم عن مركز الولاية.
1. ↑  "المناطق الترابية (العمادات) حسب الولايات والمعتمديات". اطلع عليه بتاريخ 2024-11-30.